# Kamisol
Ein Kamisol oder Camisol war ein Kleidungsstück des 16.–18. Jahrhunderts.
Das Kamisol war ein mit Ärmeln versehenes oder auch ärmelloses Oberteil. Ein Frauenkamisol entsprach einem Korsett oder einem engen Oberteil eines Kleides, das auf der Vorderseite geschnürt oder zugesteckt wurde. Es ging als kurze Schoßjacke in Frauentrachten mancher Gegenden ein.
Für Männer war das Kamisol mit einer Weste vergleichbar und konnte bis zu den Knien reichen. Es hatte einen niedrigen, stehenden Kragen und Knöpfe an der Vorderseite. Form und Stoffart richteten sich meist nach dem dazu getragenen Überrock.
In Martin Walsers Roman Brandung wird ein Ausschnitt aus einem Volkslied zitiert, der lautet:
Mein Lieb ist eine Bündnerin,
gebürtig aus Tirol,
sie trägt, wenn ich nicht irrig bin,
ein grünes Kamisol.

## Wortherkunft
Die Bezeichnung geht auf die mittellateinischen Wörter camisile, camisiale oder camisia zurück, die für hemdartige Kleidungsstücke verwendet wurden. Im Französischen wurde daraus camisole und camisole de force (also die Zwangsjacke), im Polnischen Kamizela. In der Suda findet sich der Ausdruck καμισον.